# 埃文·邓菲
埃文·邓菲（英語：Evan Dunfee，1990年9月28日—）是一名加拿大竞走运动员和奥运选手。他在2016年夏季奥林匹克运动会中以3小时41分38秒的成绩打破男子50公里竞走的国家纪录，获得该项目第4名，赛后，加拿大队以获得铜牌的日本选手荒井广宙曾在途中撞到邓菲为由提出申诉，国际田联接受了申诉并取消了荒井的资格，日本队对此表示不满并提出重审，最终国际田联经重审后决定保留日本选手的铜牌。
他在2020年夏季奧林匹克運動會田徑男子50公里競走比賽上获得铜牌（3:50:59）。